# Chthamalus angustiterum
Chthamalus angustiterum är en kräftdjursart som beskrevs av Henry Augustus Pilsbry. Chthamalus angustiterum ingår i släktet Chthamalus och familjen Chthamalidae. Inga underarter finns listade i Catalogue of Life.